# Commophila
Commophila är ett släkte av fjärilar. Commophila ingår i familjen vecklare.
Kladogram enligt Catalogue of Life:
| Commophila | \| \| Commophila aeneana \| \| \| \| \| \| Commophila nevadensis \| \| \| \| |
|            | \| \| Commophila aeneana \| \| \| \| \| \| Commophila nevadensis \| \| \| \| |
|            | Commophila aeneana                                                           |
|            |                                                                              |
|            | Commophila nevadensis                                                        |
|            |                                                                              |